# Orel Grinfeld
Orel Grinfeld (hebr. אוראל גרינפלד, ur. 21 sierpnia 1981 roku) – izraelski sędzia piłkarski. Od 2012 roku sędzia międzynarodowy.
Znalazł się na liście 19 sędziów Mistrzostw Europy 2020.